# Accordéon diatonique
Vous lisez un « bon article » labellisé en 2019.
L'accordéon diatonique est un instrument de musique à clavier, utilisant des anches libres, excitées par un vent variable fourni par le soufflet actionné par le musicien. Sont regroupées sous ce nom les différentes variantes d’accordéon bi-sonore organisées selon une ou plusieurs gammes diatoniques (à la différence de l'accordéon chromatique), même si certains accordéons diatoniques ne sont pas bi-sonores comme l'accordéon diatonique russe, le garmon.
Si certains modèles d'accordéon diatonique possèdent toutes les notes de la gamme chromatique (comme certains modèles continentaux à trois rangées ou les accordéons irlandais), ils conservent une organisation par gammes diatoniques.
On utilise principalement l’accordéon diatonique dans les musiques traditionnelles ou populaires. D’origine européenne, l’accordéon diatonique est présent dans beaucoup de traditions à travers le monde.

## Histoire

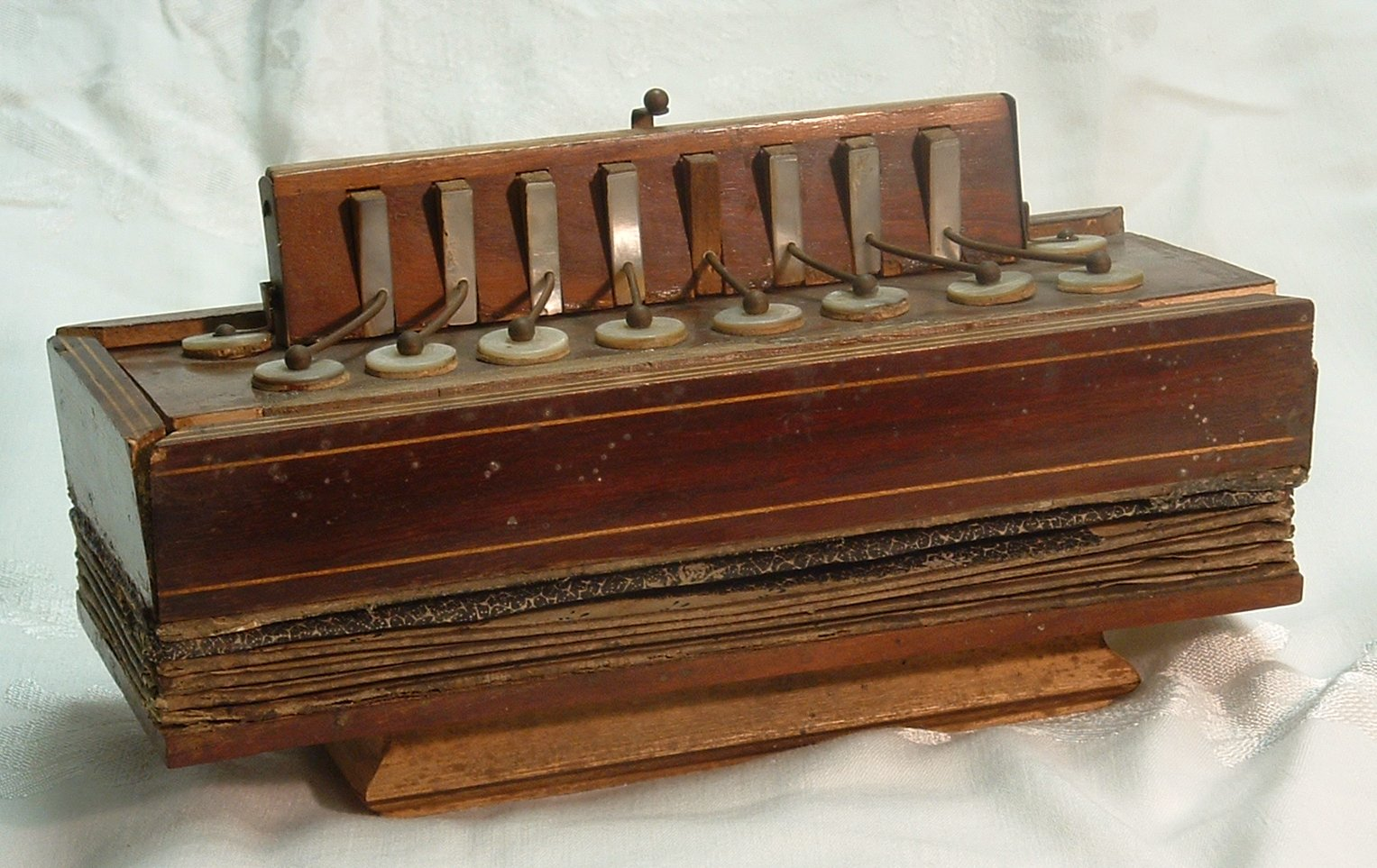
Un des premiers modèles d'accordéon (années 1830).

Comme beaucoup d'instruments modernes, l'accordéon est né du foisonnement d'inventions du début du XIXe siècle. Le principe de l'anche libre, découvert et utilisé avant notre ère en Chine (sheng) et au Laos (khên), a été rénové et employé dans un grand nombre d'instruments nouveaux tels l'harmonium, le concertina ou l'harmonica qui existent toujours à notre époque. D'autres instruments ont eu moins de chance et ne nous ont laissé que de rares exemplaires dans des musées comme l'harmoniflûte, le flutina ou l'aeoline.
C’est l'Autrichien Cyrill Demian qui dépose, le 6 mai 1829, un brevet pour l’accordion, ancêtre de l’accordéon moderne. L’instrument à anches libres qu'il a inventé doit son nom au fait que chaque touche produit un accord, différent selon le sens d’action du soufflet. Cet instrument était destiné à accompagner le chant avec une harmonie simple. Le principe est néanmoins posé par son invention, un instrument avec un soufflet actionné par le musicien, comportant des touches qui produisent des accords.

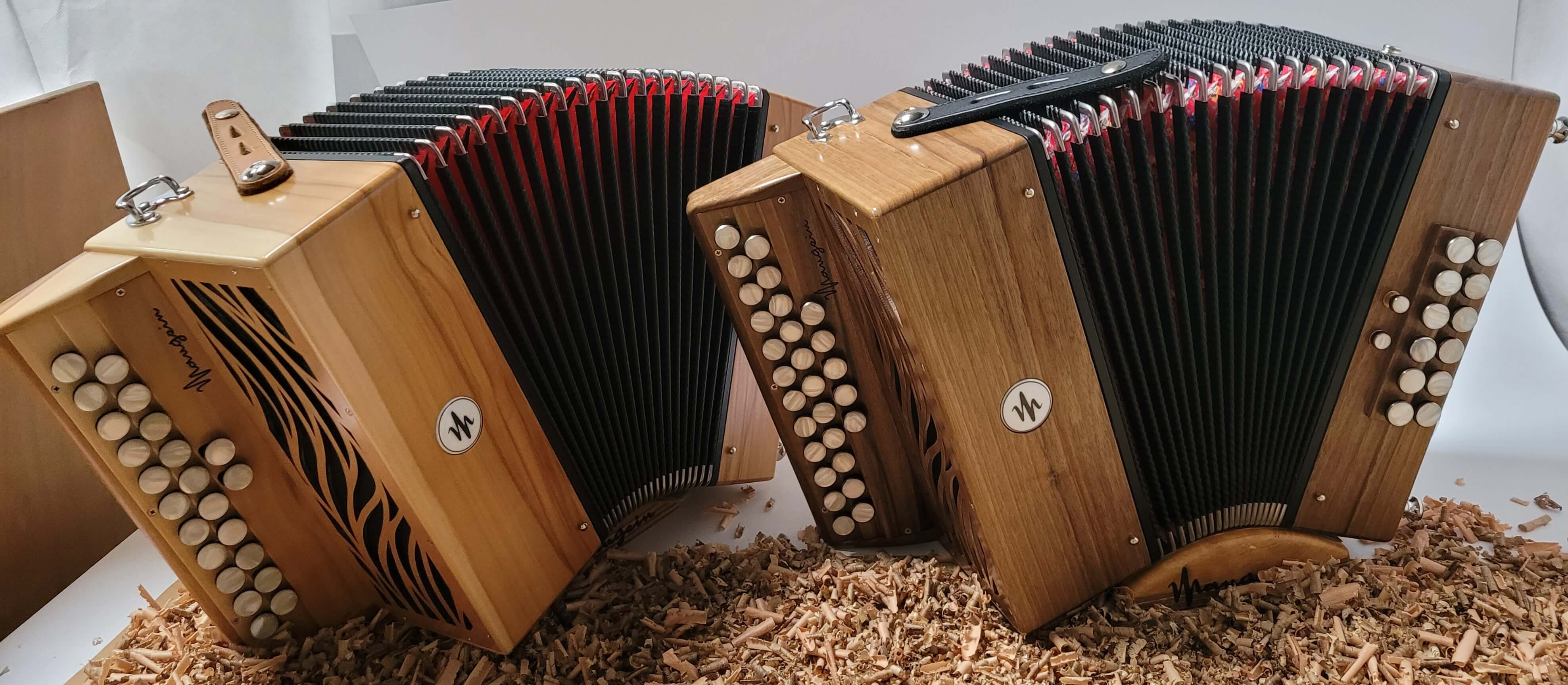
Les accordéons français Maugein, en 2+2 rangs / 8 basses et 2.5 rangs / 12 basses.

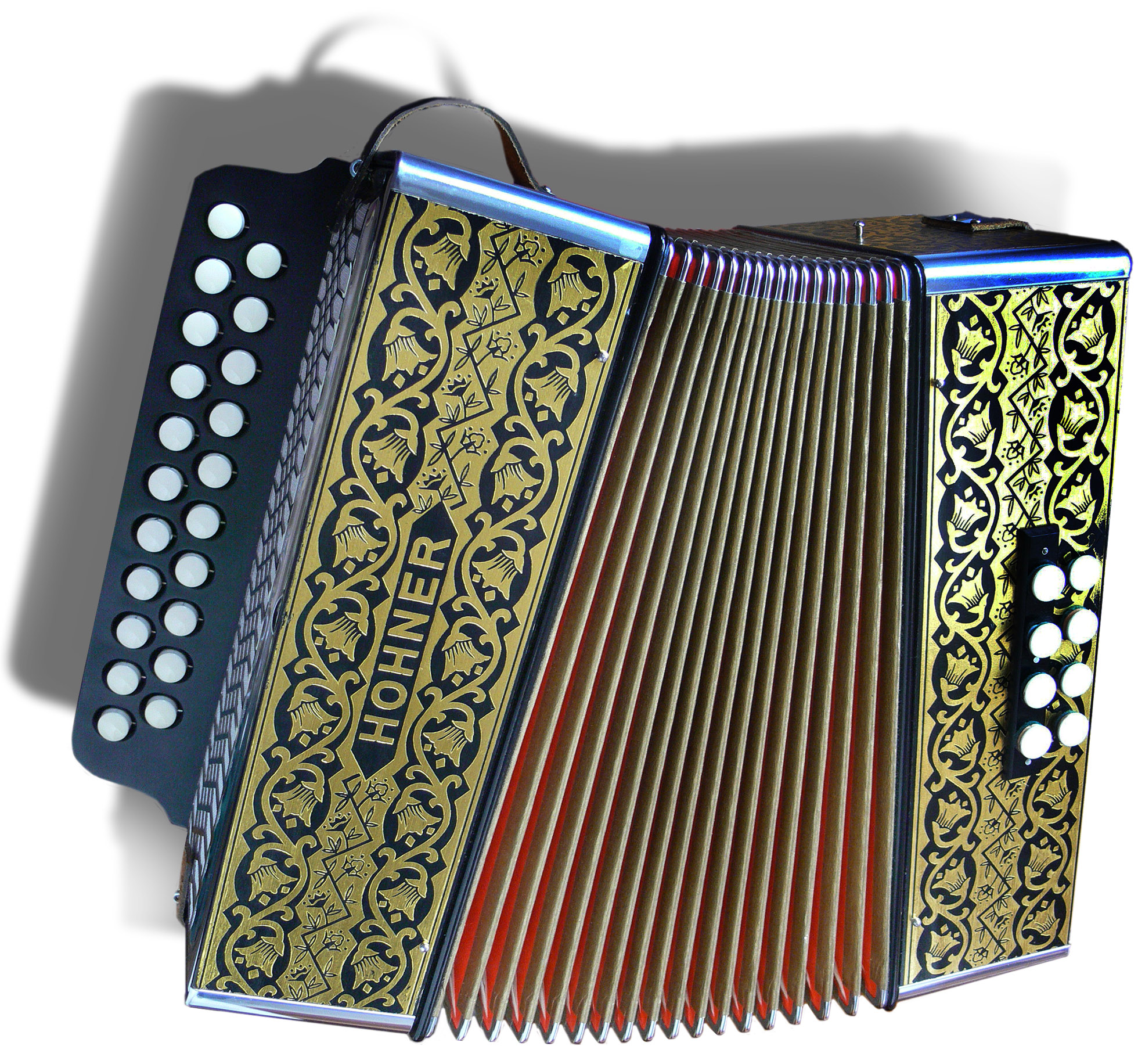
Hohner 2915, modèle souvent utilisé par les débutants.

L'instrument va rapidement être copié et modifié par d'autres inventeurs ou constructeurs d'instruments de musique : chaque touche du clavier « chant » ne donnera bientôt plus qu'une note unique selon le sens d’action du soufflet et non un accord, et ce n’est pas avant le milieu du XIXe siècle que la main gauche voit apparaitre un clavier destiné à l’accompagnement de la main droite. Si les principes de l’accordéon uni-sonore sont posés, en 1840, par l’accordéon harmonieux de Louis Douce, il faut attendre la fin du XIXe siècle pour que Paolo Soprani produise en série le premier accordéon de ce type (qui présente un clavier main droite similaire au clavier des accordéons chromatiques modernes). Entretemps, le clavier mélodique se développe en une profusion de systèmes concurrents. L’accordéon bi-sonore comprend dès 1834 la totalité de la gamme chromatique avec le système proposé par A. Foulon. Au tournant du XXe siècle, on voit apparaître l’accordéon à trois rangées, toujours bi-sonore, chromatique ou diatonique. Dans le même temps, la puissance industrielle de fabricants allemands comme Hohner commence à imposer comme standard l’accordéon à deux rangées diatoniques séparées par une quarte ascendante.
La facilité d'entretien de l'accordéon diatonique est probablement un facteur de désaffection pour la cabrette, qu'il finit par remplacer dans les bals-musette tels qu'on les connaît aujourd'hui. Il est lui-même remplacé par l'accordéon chromatique par la suite, dans ces mêmes bals-musette, dont le quartier parisien de Saint-Germain est un haut lieu.
Dans la première moitié du XXe siècle en Europe, le remplacement de l’accordéon bi-sonore par l’accordéon uni-sonore, lié à la disparition de la société traditionnelle, conduit pratiquement à l'extinction de l’instrument. En France, c’est sous l’impulsion des mouvements revivalistes de la seconde moitié du XXe siècle que l’accordéon bi-sonore est sauvegardé et que sa pratique reprend. Au Canada, la fabrication artisanale de l'accordéon diatonique, notamment pratiquée dans la région de Montmagny, fait partie du patrimoine immatériel du Québec depuis 2021.

## Facture
D’un point de vue organologique, l'accordéon diatonique partage la quasi-totalité de ses caractéristiques avec l’accordéon chromatique. Les différences principales reposent sur son côté bi-sonore, c'est-à-dire qu'une touche produit une note différente selon qu'on pousse ou tire sur le soufflet, ainsi que sur sa mécanique main gauche. Du fait de sa bi-sonorité, il lui faut deux fois moins de touches qu’un accordéon uni-sonore pour couvrir un même registre. L'instrument est ainsi plus léger et compact, le nombre de pièces de précision (plaquettes ou sommiers, par exemple) étant réduit.

### Anatomie
L’accordéon diatonique est composé de trois parties principales : la caisse main gauche et la caisse main droite, séparées par un soufflet.
Les caisses main gauche et main droite sont le plus souvent en bois, que ce soit en contreplaqué ou en bois massif. Elles sont soit vernies, soit peintes, soit recouvertes de celluloïd. À l’intérieur de chacune des caisses se trouvent les sommiers.

#### Soufflet
Le soufflet est la pièce centrale de l'accordéon et relie les deux caisses main gauche et main droite. Il est fixé aux caisses par des clous (plus rarement des vis). Il comporte un nombre variable de plis en carton (autour d'une vingtaine pour les accordéons diatoniques en général). Au niveau des plis, il est renforcé par des peaux (ou basanes) ; au niveau des arêtes par des bandes d'usure en tissu ; au niveau des coins par des cadres en métal. Le soufflet est aussi un élément décoratif, les pans de carton étant souvent recouverts d'un motif (tissu, tapisserie) ou peints d'une certaine couleur.
Le rôle du soufflet est de fournir le vent qui va venir faire vibrer les anches. Son étanchéité est un élément primordial pour l'instrument.

#### Sommiers
Les sommiers servent de support aux cadres (ou châssis) sur lesquels sont fixées les anches (ou lames). Les sommiers (et dans une moindre mesure le soufflet) fournissent la colonne d’air nécessaire à la production du son. Les sommiers sont disposés sur des tables d’harmonie, en contact direct avec le soufflet. Les tables d’harmonie sont le plus souvent en alliage d’aluminium ou en bois.

Schéma de sommier d'accordéon (avec anches).
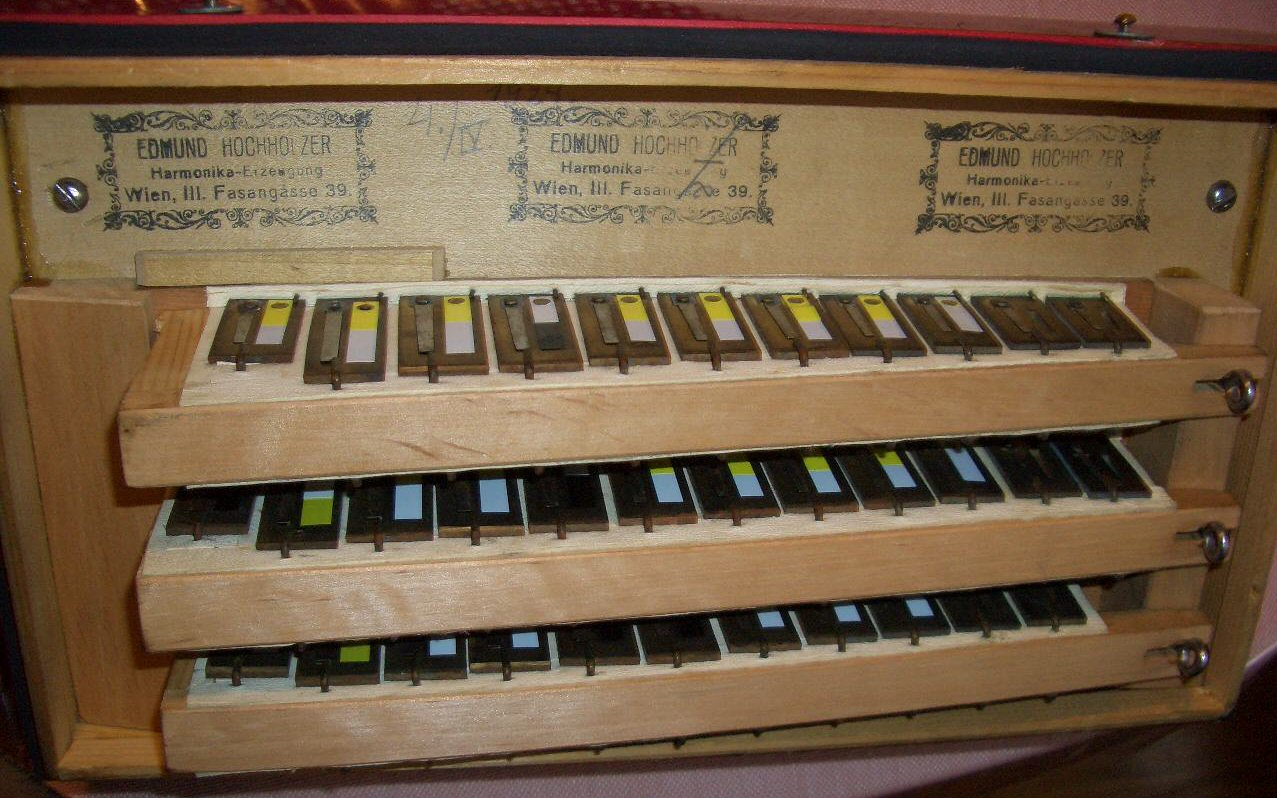
Sommiers.
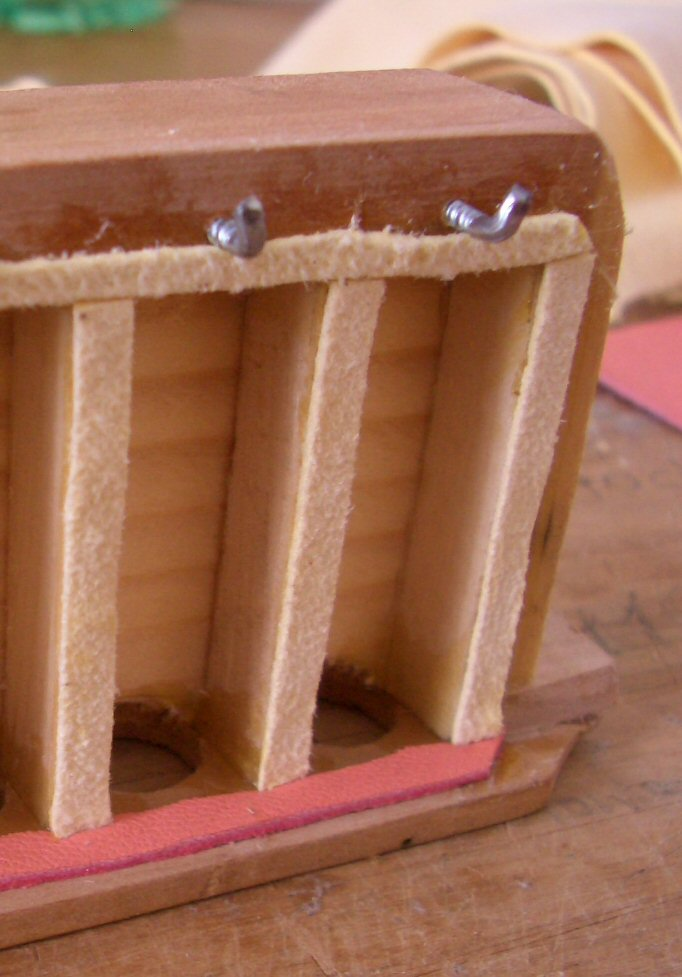
Détail de sommier.

#### Mécaniques
Les ouvertures pratiquées dans la table d'harmonie sont fermées par des soupapes. Ces soupapes sont ensuite actionnées par les touches (ou boutons) du clavier. Selon le sens d'action du soufflet, l'air est soit aspiré, soit expiré par les ouvertures et provoque la vibration des anches. Sur des accordéons à une ou deux rangées, les mécanismes restent relativement simples, consistant en un système de leviers agissant sur des soupapes, maintenues en position fermée par un ressort. Pour les accordéons à trois rangées ou plus, le principe reste le même mais un axe supplémentaire, déporté sur le bord de la table d'harmonie, est souvent nécessaire pour actionner les soupapes des rangées supplémentaires via un levier indirect.

Schéma du mécanisme main droite d'un accordéon diatonique

Comparées aux accordéons chromatiques, les mécaniques main gauche des accordéons diatoniques restent simples et suivent un principe similaire à celui des mécaniques main droite. En particulier, les accords sont fixes (et ne sont pas composés selon la touche actionnée. Quand un bouton est actionné, plusieurs voix vibrent : de deux à trois voix (une même note à des octaves différentes) pour les basses et de deux à trois voix pour les accords (les différentes notes composant l'accord désiré).

### Production du son

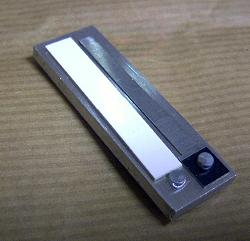
Anche.

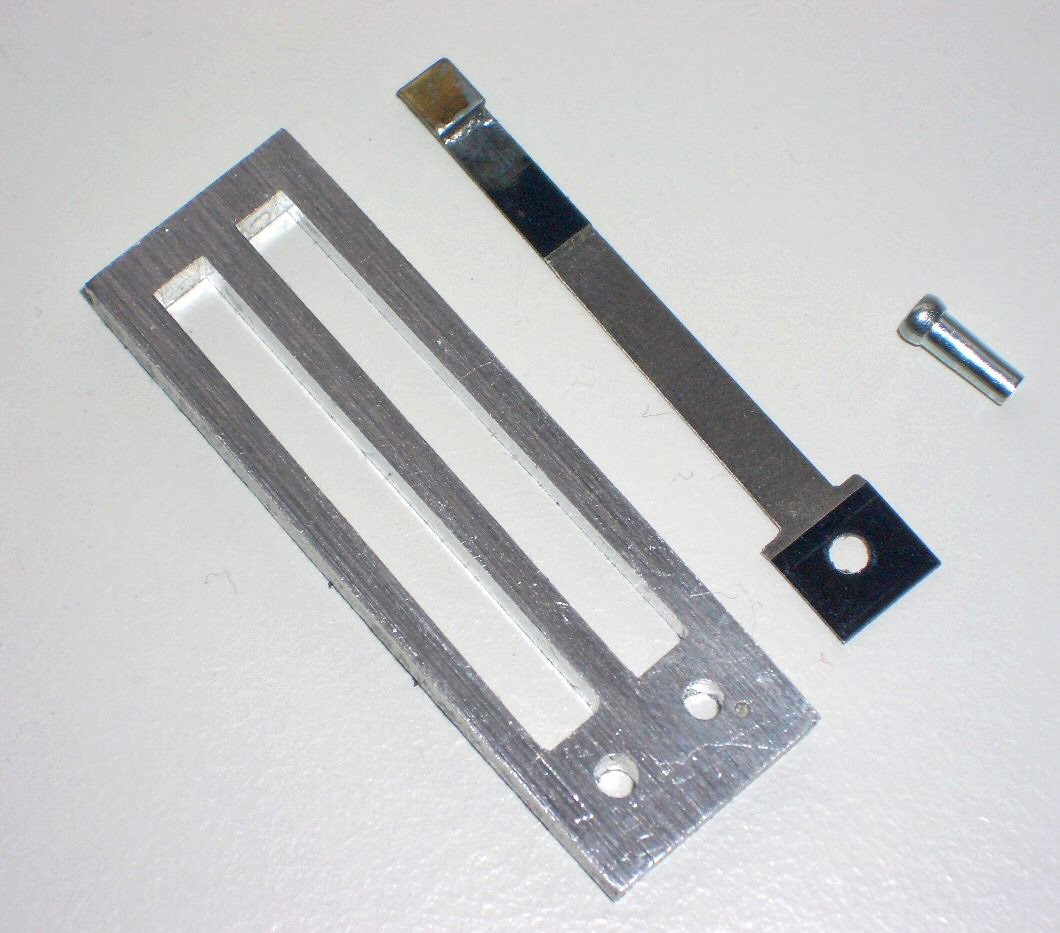
Cadre, lame et rivet.

C’est la vibration d’une anche libre sous l’action d’un vent variable qui fait vibrer la colonne d’air, responsable de la production du son dans un accordéon. Les anches (ou lames) sont fixées sur des cadres (ou plaquettes). Chaque cadre est muni de deux anches (une pour chaque sens d'action du soufflet), qui vibrent chacune à travers une lumière. Une peau (en cuir ou en plastique) est disposée de part et d’autre du cadre pour empêcher les deux anches de vibrer en même temps. La hauteur du son produit dépend de la fréquence à laquelle l'anche vibre. Une fréquence élevée correspond à un son aigu. Une fréquence basse produit un son grave. La fréquence de vibration de l’anche est déterminée par sa taille et son poids. Plus une anche est longue et lourde, plus sa fréquence de vibration est faible.
Ces principes sont utilisés lors de l'accordage des instruments : l’accordeur vient alors enlever de la matière sur l’anche, soit à l'extrémité où elle est fixée, soit à l'extrémité libre pour augmenter ou diminuer (respectivement) la fréquence de vibration.

#### Types d'anches
Les lames sont en général en acier. Le cadre est en aluminium pour les modèles d'étude et en duralium (le plus souvent) pour les qualités supérieures. Il existe deux types d'assemblage d'anches : les anches assemblées en machine et les anches assemblées à la main. Pour chaque type, on peut distinguer deux niveaux de qualité, la différence provenant du type et de la qualité des matériaux utilisés ainsi que du niveau de finition apporté. Ainsi, il existe des anches d'étude et des anches semi-professionnelles (avec des dénominations variables selon le fabricant, comme super dural, super ou encore export) pour les assemblages en machine ; et les anches tipo a mano ou a mano (par ordre croissant de qualité) pour les assemblages à la main.

### Voix et vibrato
Sur la plupart des accordéons, lorsqu'on joue une note, il y a en fait plusieurs anches qui vibrent. Pour chaque jeu d’anches on parle de voix. Suivant leur hauteur, les voix portent différents noms :
- la voix basson ou 16'[N 7] (graves) ;
- la voix flûte ou 8' (medium) ;
- la voix piccolo ou 4' (aigus).

Sur un accordéon sol–do par exemple, la septième touche de la rangée extérieure donne pour la voix flûte le la3 en tirant.
La plupart des accordéons possèdent deux voix flûte, une accordée au diapason (par exemple à 440 Hz), et l’autre à un diapason à une fréquence plus élevée. L’écart entre les deux voix crée un phénomène de battement, pour l’accordéon on parle de vibrato. L’écart est réglable à la demande du musicien et permet de faire varier le timbre de l’instrument. Les appellations varient d’un accordeur à l’autre, mais plusieurs degrés existent entre l’accordage dit sec (absence de vibrato) et l’accordage dit musette (vibrato maximal). Pour les vibratos à trois voix, il y a en fait une voix accordée au diapason, une voix à une fréquence plus faible et une voix à une fréquence plus élevée. Ce type de vibrato est caractéristique du style musette, même s’il est présent dans certaines musiques traditionnelles.

#### Registres
Sur certains accordéons, il est possible de changer le timbre de l'instrument à l'aide d’un système de registres en combinant les différentes voix.
Voici les registres les plus courants à l'accordéon diatonique pour la main droite :
| Nom                   | Symbole                              | Voix basson (16') | Voix flûte juste (8') | Voix flûte haute (8') | Voix piccolo (4') | Écouter (note jouée : la) |
| --------------------- | ------------------------------------ | ----------------- | --------------------- | --------------------- | ----------------- | ------------------------- |
| Basson                | Symbole registre basson.             | x                 |                       |                       |                   |                           |
| Flûte                 | Symbole registre flûte.              |                   | x                     |                       |                   |                           |
| Piccolo               | Symbole registre piccolo.            |                   |                       |                       | x                 |                           |
| Vibrato ou brio       | Symbole registre vibrato.            |                   | x                     | x                     |                   |                           |
| Bandonéon             | Symbole registre bandonéon.          | x                 | x                     |                       |                   |                           |
| Hautbois              | Symbole registre hautbois.           |                   | x                     |                       | x                 |                           |
| Orgue                 | Symbole registre orgue.              | x                 |                       |                       | x                 |                           |
| Plein jeu             | Symbole registre plein jeu.          | x                 | x                     | x                     |                   |                           |
| Plein jeu (mélodéons) | Symbole registre plein jeu mélodéon. | x                 | x                     | x                     | x                 |                           |

D’autres combinaisons sont possibles selon les voix et les mécanismes présents sur l’instrument.
Il existe également des registres à la main gauche. Sur beaucoup d'accordéons, il n'est possible que d'ajouter ou enlever la tierce des accords. Sur d'autres, on peut également ajouter ou enlever une voix au niveau des basses : on parle du registre « basse profonde ».
Les mécanismes de registres peuvent agir sur les voix de façon individuelle, avec par exemple des registres à tirettes (dits « champignons ») sur la caisse, ou en combinant directement les voix. Dans ce dernier cas, on parle de registres automatiques.

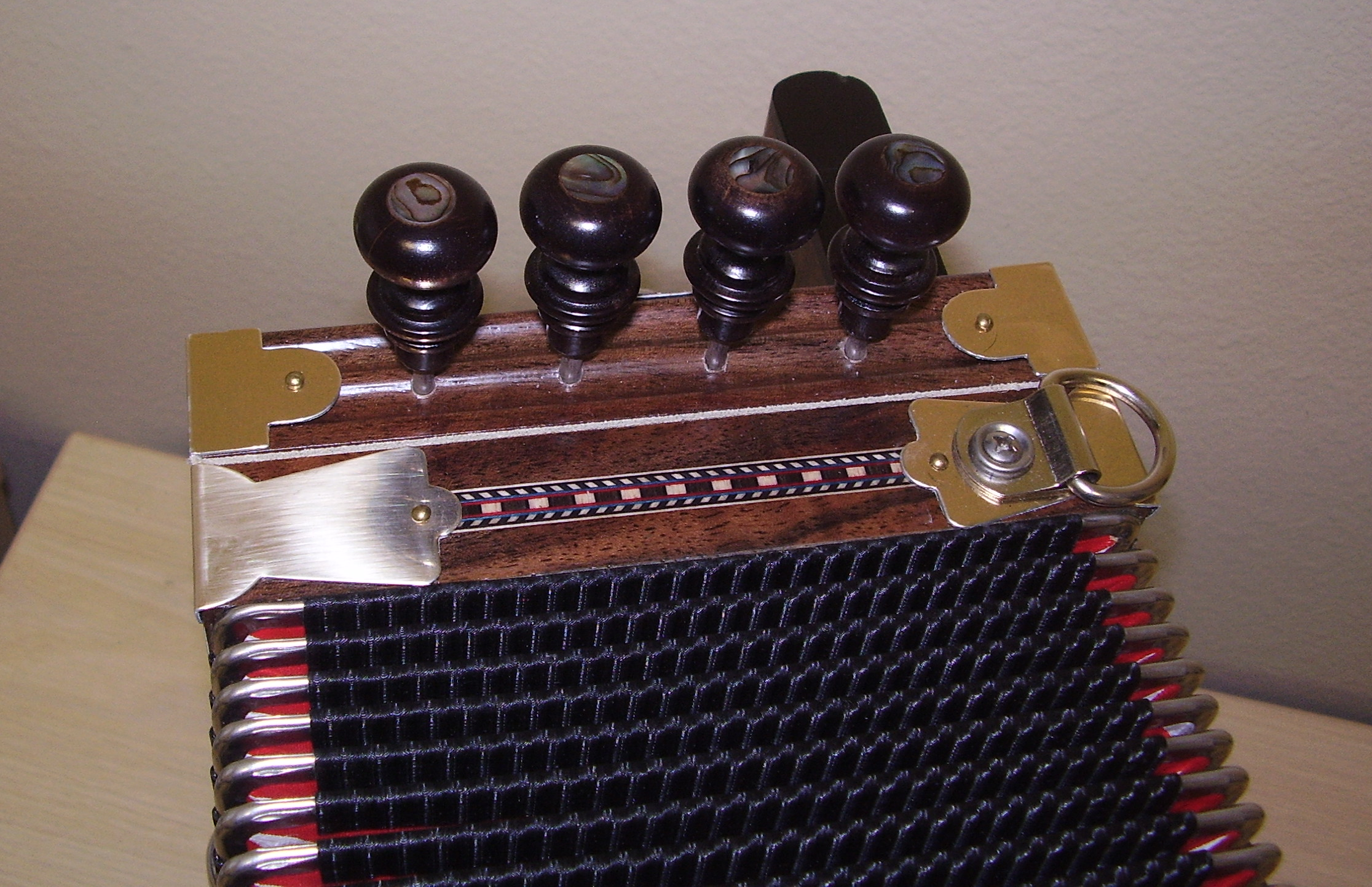
Tirettes de registres (ici sur un mélodéon).
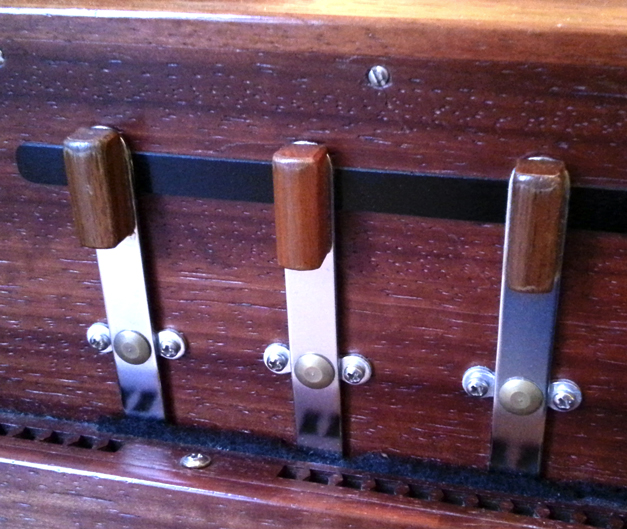
Registres automatiques – Main droite.
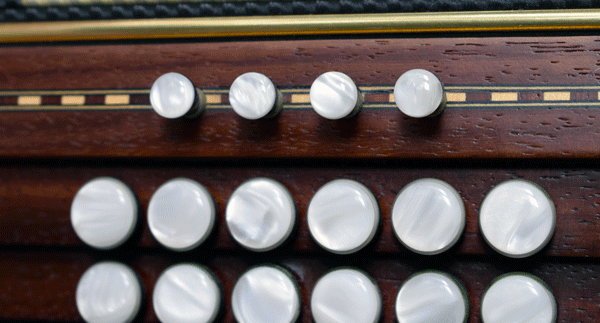
Registres automatiques (petits boutons) – Main gauche.

### Claviers main droite
Sur tous les accordéons à plus d'une rangée, les touches sont disposées en quinconce. Les différentes rangées peuvent être soit au même niveau, on parle alors de clavier plat, soit sur des gradins, la hauteur des rangées augmentant à mesure que l'on se rapproche du soufflet. On parle alors de clavier à gradins.

#### Accordéons à une rangée
L'instrument le plus simple de la famille des accordéons diatoniques est l'accordéon à une rangée, aussi appelé mélodéon. Il comporte le plus souvent dix boutons à la main droite, et deux boutons à la main gauche. Les touches donnent une seule gamme diatonique. Le modèle le plus fréquent comporte quatre voix : deux voix medium, une voix basson et une voix piccolo, activables séparément à l'aide de tirettes. Cet instrument est emblématique des musiques du Québec, de Louisiane, et dans une moindre mesure d'Irlande.

Plan de clavier d'un mélodéon en do.

#### Accordéons à une rangée et demie
Des modèles à une rangée et demie, de 2 à 4 basses sont utilisés dans la musique traditionnelle italienne. Les boutons supplémentaires sont des renversements de notes présentes dans la gamme de la première rangée pour faciliter certains passages mélodiques.
Historiquement, certains accordéons de la communauté irlando-américaine étaient à un rang et demi, très souvent en ré–do.
Plus récemment, des facteurs québécois ont pu proposer des modèles à une rangée et demie au format du mélodéon. Les notes supplémentaires sont des altérations et permettent de jouer dans les tons voisins ou dans d'autres modes mélodiques.

#### Accordéons à deux rangées
Comme pour les accordéons à une rangée, chaque rangée donne une gamme diatonique, l’une étant la transposition de l’autre. Un système est devenu référence de facto en Europe, il est parfois appelé « continental » : il comporte deux rangées de boutons du côté « chant » (main droite), et il y a une quarte ascendante (deux tons et demi) entre la rangée extérieure et la rangée intérieure. Le plus souvent, ces accordéons présentent huit boutons à la main gauche.
Les accordéonistes diatoniques définissent la tonalité de leur accordéon en donnant la tonalité de la rangée extérieure puis celle de la rangée intérieure.
En France, la disposition la plus fréquente est dite sol–do, la première rangée donnant la gamme diatonique de sol et la seconde la gamme de do, mais selon les pays, coutumes, époques ou répertoires, on rencontrera différentes tonalités, comme la–ré, do–fa, ré–sol, si–mi.
Sur le système basque, le trikitixa, le clavier main droite possède 23 touches et la main gauche a douze touches uni-sonores (c.-à-d. six paires basse-accord).
Sur le système « Irlandais », les deux rangées sont séparées par un intervalle d’un demi-ton. Les instruments en si–do et do–ré sont les plus répandus, bien que d’autres tonalités existent : do–si, ré–do, ré–ré ou plus rarement do–do.

#### Accordéons à trois rangées

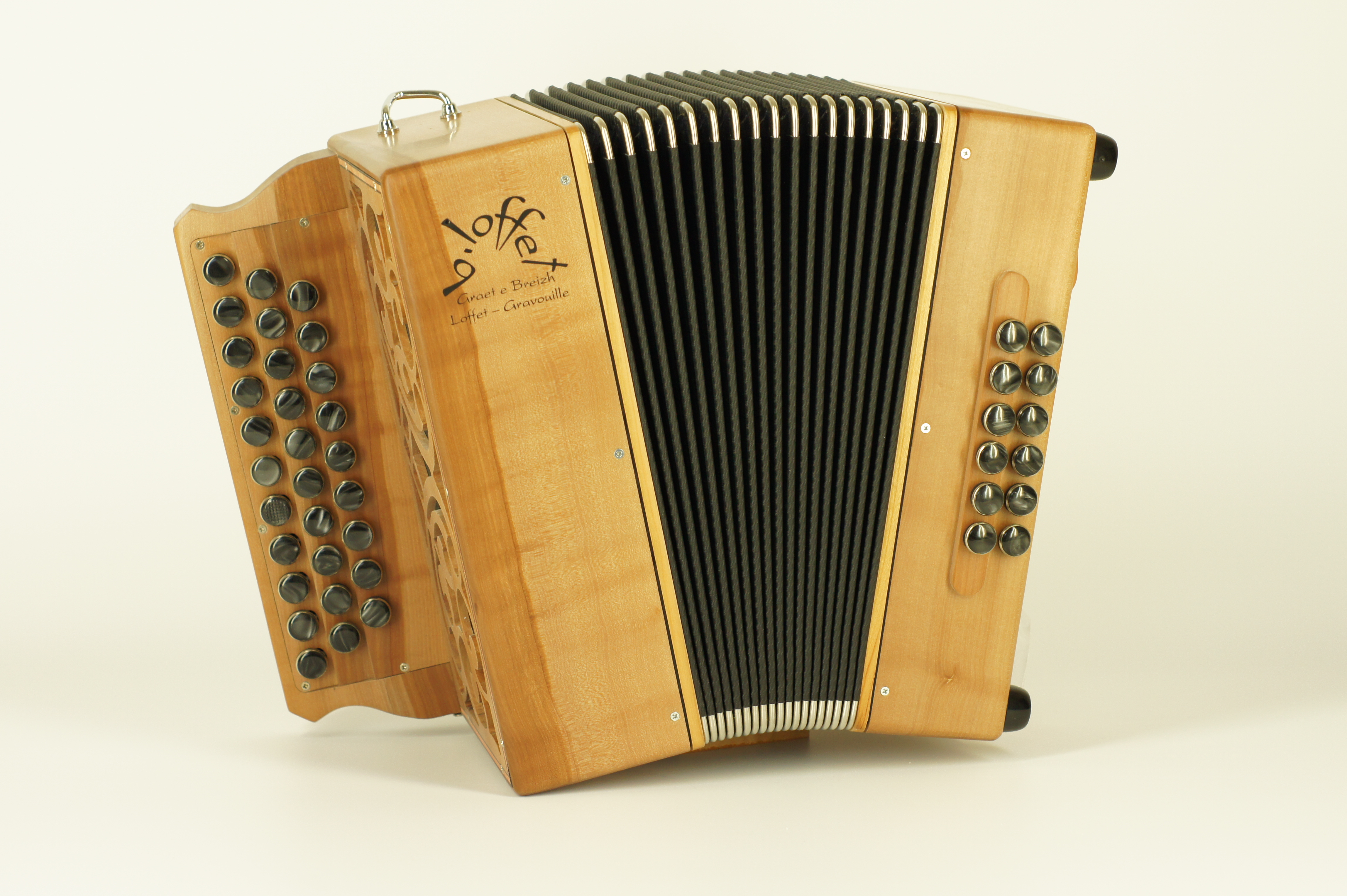
Accordéon à trois rangées.

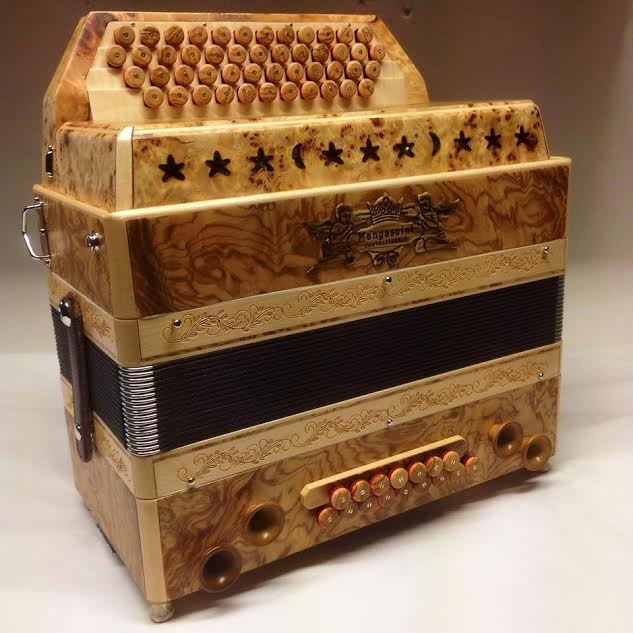
Accordéon de Styrie à quatre rangées.

Pour les accordéons à trois rangées, il n'y a pas de standard international, mais plutôt une multitude de configurations selon les volontés des musiciens. On peut cependant dégager plusieurs catégories.
- Le système avec une quarte ascendante entre chaque rangée. Il s'agit d'une généralisation sur trois rangées du système continental. Parmi les tonalités les plus courantes, on retrouve la–ré–sol, sol–do–fa et fa–si–mi[48].
- Les systèmes consistant à ajouter une rangée d'altérations aux deux rangs en système continental. Ce sont les accordéons à trois rangées les plus répandus en France. La configuration de la troisième rangée varie selon les besoins des musiciens, mais les systèmes mis au point par François Heim ou Jean-Michel Corgeron sont très répandus[N 12].
- Les systèmes recherchant une cohérence sur les trois rangées. Ici, il n'est plus question de garder les deux premières rangées du système continental intactes, mais plutôt d'organiser le clavier de façon cohérente dans sa globalité[N 13]. Le système le plus connu est celui développé par Stéphane Milleret et Norbert Pignol[49], mais on peut aussi citer le schéma proposé par Marc Perrone[50].

D'autres systèmes moins fréquents existent, et sont souvent spécifiques d'un type de répertoire ou d'une communauté.
- Le système Club. Développé par Hohner, il existe principalement en do–fa. Plusieurs configurations sont possibles, de deux rangs et demi à trois rangs complets, avec des altérations sur les boutons supplémentaires. Ce système a la particularité d'avoir un bouton uni-sonore sur la deuxième rangée[51].
- Le système mixte. Il s'agit ici d'avoir un clavier bi-sonore à la main droite, et un clavier uni-sonore (en basses standard ou chromatiques) à la main gauche. Ce type d'accordéon qui a d'abord été une étape vers l'accordéon chromatique connaît un récent regain d'intérêt grâce à des musiciens comme Daniel Denécheau ou Christian Oller[52].
- Combinaisons de système irlandais et continental. Les plus fréquents sont les accordéons sol–do–si et do–ré–sol[53].
- Le système british chromatic[54]. Comme le système à quartes ascendantes, il s'agit ici d'une généralisation sur trois rangées du système irlandais. La tonalité la plus répandue est si–do–do, et sa pratique est presque exclusivement contenue en Écosse. Il s'agit d'un système mixte.

#### Accordéons à plus de trois rangées
Certains modèles à quatre ou cinq rangées existent, et sont quasi exclusivement utilisés en musique traditionnelle d'Europe centrale. En partant de l'extérieur, il y a une quarte ascendante entre chaque rangée. Ces modèles ont la particularité d'avoir un bouton uni-sonore sur chaque rangée (le gleichton) ainsi que des basses situées une octave plus bas que les autres accordéons diatoniques.

### Claviers main gauche
Le clavier main gauche des accordéons diatoniques présente de deux à vingt-quatre touches. En dehors des modèles de une à deux rangées, il n'existe pas réellement de disposition standard du clavier main gauche. Les touches sont organisées par paires : une touche appelée basse donne la fondamentale de l’accord, et une autre touche située immédiatement au-dessus donne l’accord.
La majorité des accordéons à deux rangées sont pourvus de huit touches au clavier main gauche. Pour accompagner chaque rangée de la main droite, les accords de tonique (en poussé) et de dominante (en tiré) sont situés sur les mêmes touches à la main gauche, permettant d’accompagner sans peine une mélodie majeure jouée sur une seule rangée. Des accords complémentaires sont disponibles sur les quatre boutons restants.
Les modèles ayant plus de huit touches se sont construits empiriquement en ajoutant des couples basse–accord selon les besoins spécifiques des instrumentistes. Les accordéons mixtes proposent quant à eux un clavier uni-sonore (en basses standard ou chromatiques).

### Version électronique
Il existe des accordéons électroniques, inspirés des synthétiseurs et des accordéons chromatiques électroniques, disponibles pour le grand public depuis le début des années 2000. Il s’agit d’instruments reprenant la forme et les mécanismes d’un accordéon diatonique standard, mais pour lesquels le son est produit par un synthétiseur. Il est ainsi possible d’utiliser des échantillons sonores préenregistrés de différents accordéons ou d’utiliser une variété de sons synthétisés. Les quelques modèles disponibles proposent des fonctionnalités de transposition à la volée, et permettent de reproduire les nuances possibles sur un accordéon diatonique standard en mesurant la pression exercée sur le soufflet,.

## Entretien
L'accordéon requiert relativement peu d'entretien de la part de l'instrumentiste. La complexité de ses mécanismes fait que cette tâche est souvent confiée à un réparateur. Néanmoins il convient de respecter certaines précautions à l'usage : l'instrument ne doit pas être stocké dans des conditions extrêmes de température (les cadres étant souvent fixés aux sommiers à l'aide de cire, qui fond à partir de 70˚C) et d'humidité (le soufflet étant fabriqué à base de carton). Il est parfois recommandé de dépoussiérer régulièrement l'accordéon.
Comme pour le piano, un grand nombre des opérations d'entretien n'est pas réalisable par le musicien et nécessite l'intervention d'un réparateur ou d'un accordeur. Avec le temps, les différentes voix peuvent s'éloigner du diapason, et le vibrato ne plus être homogène, les peaux présentes sur les cadres peuvent aussi se décoller, et la cire se détériorer.
En France, il existe un référentiel de CAP d'assistant technique en instruments de musique, option accordéon qui encadre la formation à l'entretien des accordéons, le seul centre de formation étant l'ITEMM, au Mans (72). Des formations courtes (non-diplômantes) sont aussi proposées par différents professionnels,.

## Jeu
On distingue deux types de phrasé à l'accordéon : détaché (ou piqué) et lié, ainsi que deux techniques de jeu : le poussé-tiré ou le jeu croisé. La première consiste en la succession de changements de sens d'action du soufflet, le plus souvent sur une seule rangée, et favorise ainsi les phrasés détachés ou piqués ; la seconde consiste à actionner successivement des touches sur des rangées différentes, sans changement de sens d'action du soufflet, et favorise ainsi le phrasé lié. Néanmoins, les différents phrasés sont possibles avec les deux techniques de jeu. L'accordéon, à l'instar d'instruments comme le piano ou la guitare, est aussi un instrument harmonique, permettant soit d'accompagner seul la mélodie exécutée à la main droite avec la main gauche, soit d'accompagner d'autres instruments, par exemple en réalisant des accords à la main droite.
La main gauche accompagne la main droite avec un jeu de basses (une note fondamentale) et d'accords. Le nombre limité de boutons à la main gauche conduit de plus en plus fréquemment à l’abandon des tierces dans les accords pour pouvoir accompagner des mélodies indifféremment de leur mode. L’émergence de modèles à 18 voire 24 basses permet d’augmenter les possibilités harmoniques de l’instrument. La main gauche peut aussi être utilisée pour réaliser des bourdons ou des pédales. La pratique moderne a vu l'émergence d'un jeu de contrepoint à la main gauche, en complément du jeu mélodique habituel de la main droite.

## Répertoire
L'accordéon diatonique est présent dans beaucoup de musiques traditionnelles dans le monde, aussi bien dans celles d'Europe de l'Ouest (France, Irlande, Italie, Portugal, Royaume-Uni, etc.) que hors d'Europe. On le retrouve ainsi au Cap-Vert et dans l'océan Indien (Madagascar, Rodrigues). On l'utilise aussi au Brésil dans le forró, où il est appelé sanfona (pt), et dans la musique du sud du pays, sous le nom de gaita-ponto (pt). Au Mexique ainsi que dans certains états limitrophes des États-Unis il est l'instrument roi du style conjunto. On peut citer également la musique cadienne de Louisiane, dans le genre cajun ou bien zarico (zydeco en anglais). L'instrument utilisé le plus souvent est le mélodéon qui est aussi un des instruments principaux (avec le violon) de la musique traditionnelle du Québec.
La pratique de l'accordéon diatonique connait une forte recrudescence en Europe depuis le milieu des années 1970, d'abord dans le milieu « folk » et revivaliste. Il s'est rapidement répandu dans les fêtes traditionnelles, les chants de marins, bals folk, festoù-noz où il sert à la fois à jouer du répertoire ancien mais aussi des compositions récentes dans les mêmes esthétiques. Plus récemment, l'accordéon diatonique a aussi pu être utilisé dans des registres de chanson française.
À la différence de l'accordéon chromatique qui a vu apparaître des pièces qui lui sont dédiées (on peut citer Alain Abbott ou Jean Françaix par exemple), la large utilisation de l'accordéon diatonique dans les milieux populaires explique que bien qu'il y ait un répertoire qui lui soit spécifique, il n'est pas nécessairement rattaché à des compositeurs en particulier. Dans les pays francophones de l'Europe de l'Ouest, on peut cependant citer Marc Perrone dont le style de composition a fait école auprès des générations suivantes.

## Notation musicale
Les pièces pour accordéon diatonique sont écrites selon deux grands systèmes de notation : la notation musicale occidentale et la tablature.

### Notation musicale occidentale
Ce système désigne une suite de notes sur une portée de cinq lignes. Cette notation très largement connue nécessite d'apprendre la lecture de partitions ainsi que la position des notes sur le clavier de l'accordéon. En contrepartie, l'accordéoniste est capable de jouer toute musique écrite sur une partition.

### Tablatures

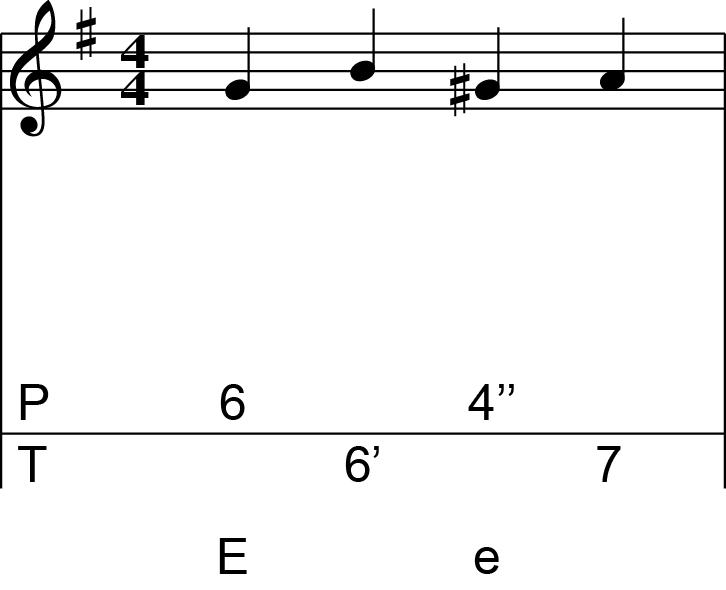
Tablature en système poussé-tiré.

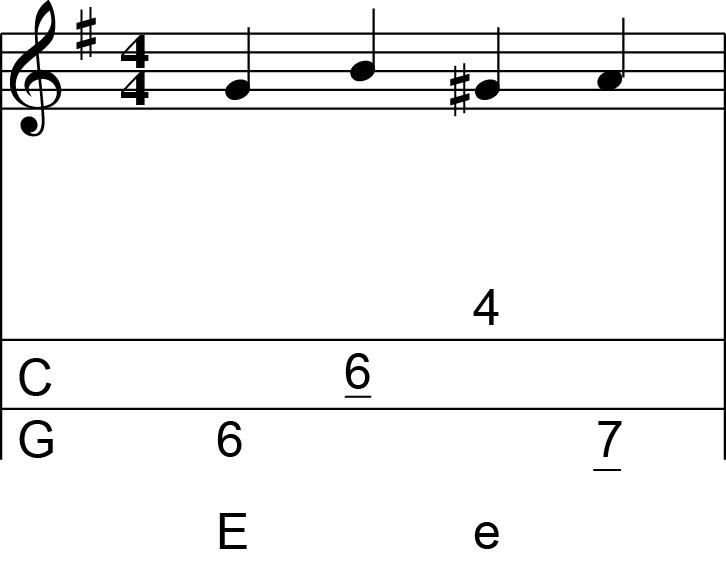
Le même morceau représenté en tablature par rangées.

À l’instar d’instruments à cordes comme la guitare, il est aussi possible d’écrire de la musique pour accordéon diatonique à l’aide de tablatures. Deux systèmes coexistent (système poussé-tiré et système par rangées), mais reposent sur les mêmes principes :
- la tablature est indiquée conjointement à la partition ;
- chaque touche du clavier main droite est représenté par un numéro ;
- le clavier main gauche est codé à l’aide de la notation anglo-saxonne ;
- la tablature est transpositrice, c.-à-d. qu’une tablature peut se lire sur des accordéons dans des tonalités différentes sans changement pour la personne exécutant le morceau, pourvu qu’ils utilisent la même disposition de touches.

#### Systèmepoussé-tiré
Le système poussé-tiré (on parle parfois de système CADB) est le plus utilisé aujourd’hui. L'ancêtre de ce système existe depuis 1870. Dans la vague folk des années 1970, il a été remis au goût du jour par Gérard Dole et standardisé par le CADB dans les années 1980. Comme son nom l’indique, il est structuré suivant le sens de manœuvre de l’instrument : une première ligne (directement en dessous de la partition) correspond aux touches actionnées en poussant, nommée P et une deuxième ligne correspond aux touches actionnées en tirant, nommée T. L’absence d’apostrophe après le numéro d’une touche indique que la touche est située sur la rangée extérieure, et on ajoute une apostrophe pour chaque rangée, en progressant vers l’intérieur. Par exemple, 2 désigne la deuxième touche de la rangée extérieure, 2’ la deuxième touche de la deuxième rangée, etc..

#### Systèmepar rangées
Le système par rangées a été mis au point par Jean-Michel Corgeron en 1984, et est utilisé notamment dans Trad Magazine. Contrairement au système poussé-tiré, ce système est structuré suivant la rangée sur laquelle se trouve la touche à actionner : une ligne correspond aux touches actionnées sur la rangée extérieure, une deuxième ligne (située au-dessus de la précédente) correspond aux touches actionnées sur la deuxième rangée, et ainsi de suite pour les éventuelles rangées suivantes. Chaque ligne porte le nom de la tonalité de la rangée correspondante, dans la notation anglo-saxonne. Ainsi sur un accordéon sol–do, la première ligne est nommée G et la seconde C. La présence d’un trait sous un numéro indique que la touche correspondante doit être exécutée en tirant, l’absence de trait qu’elle doit être exécutée en poussant.

#### Main gauche
Le jeu main gauche des deux systèmes par rangées et poussé-tiré utilise la notation anglo-saxonne. Une majuscule correspond à la basse, une minuscule à l’accord correspondant. La plupart du temps, le type d’accord est omis, mais il peut être précisé à la discrétion de l’éditeur. Par exemple, A désigne la basse de la, a l’accord de la correspondant (indifféremment majeur ou mineur, selon le contexte), et am l’accord de la correspondant, mais mineur cette fois-ci.

#### Doigtés
Un système de doigtés main droite vient parfois compléter la notation, en utilisant les lettres PIMAO : pouce, index, majeur, annulaire et O pour auriculaire. L’emplacement des doigtés dans la tablature est à la discrétion de l’éditeur.

#### Logiciels
Des logiciels de musique assistée par ordinateur tels que TablEdit Tablature Editor, Harmony Assistant, Songwrite permettent de saisir des pièces soit sous la forme de partition ou de tablature. Des extensions pour la notation abc ou Lilypond permettent de réaliser des tablatures pour accordéon diatonique.